# Saint-Germain-la-Campagne
Saint-Germain-la-Campagne es una localidad y comuna francesa situada en la región de Alta Normandía, departamento de Eure, en el distrito de Bernay y cantón de Thiberville.

## Demografía
| 696 | 642 | 747 | 755 | 793 | 748 |
| Para los censos de 1962 a 1999 la población legal corresponde a la población sin duplicidades (Fuente: INSEE [Consultar]) |     |     |     |     |     |